# Авреліо Пальмієрі
Авреліо Пальмієрі (італ. Aurelio Palmieri; 4 травня 1870, Савона — 18 жовтня 1926, Рим) — італійський священник, славіст, історик церкви, перекладач.

## Біографія
Приєднався був до августинців, але згодом став світським. Його основна увага була присвячена теології, історії християнства, візантійським студіям та східному християнству. Пальмієрі кілька років працював у бібліотеці Конгресу, а з 1922 і до смерті був директором слов'янського відділу Інституту Східної Європи в Італії. Він написав 15 книг і сотні статей, а також перекладав літературні твори російських та польських авторів. Найзначніші його праці — Російська церква (La chiesa russa, le sue odierne condizioni e il riformismo dottrinal) та Догматичне православне богослов'я (Theologia dogmnatica ortodossa (Ecclesi graeco-russicae) ad lumen Catholicce doctrinac examinata et discussa).
У 1909–1913 роках Андрей Шептицький придбав приватну бібліотеку Пальмієрі для львівського «Студіону», що стала одним із найвагоміших надходжень того періоду.